# Fedor von Bock
Fedor von Bock, född 3 december 1880 i Küstrin, död 3 maj 1945 i Oldenburg in Holstein, var tysk militär; general av infanteriet 1 mars 1935, generalöverste 1 mars 1938 och generalfältmarskalk 19 juli 1940.

## Biografi
Fedor von Bock blev officer 1898 och kapten 1912. Han deltog i  första världskriget som generalstabsofficer. Efter kriget avancerade von Bock inom riksvärnet och blev 1929 generalmajor och 1935 general. Han ledde 1938 operationerna som ledde fram till Anschluss och därefter inordnandet av de österrikiska trupperna i den tyska krigsmakten. Under denna period befordrades von Bock till generalöverste.
von Bock var tillsammans med ett antal andra mottagare de första att tilldelades Järnkorsets Riddarkors den 30 september 1939. Han hade under första världskriget tilldelats den dåtida högsta militära utmärkelsen Pour le Mérite.
von Bock har beskrivits som ett typexempel på konservativ preussisk militäradel, professionell och metodisk. Han har även beskrivits som ärelysten och besvärlig att tjänstgöra under. von Bock förde med stor framgång befälet över armégrupp B i norra Polen 1939 varpå han befordrades till fältmarskalk och i Frankrike 1940. Inför invasionen av Sovjetunionen 1941 förde han befälet över armégrupp Mitte vars uppgift var att erövra Moskva, vilket nästan lyckades (operation Tyfon). Plågad av en magsjukdom och utmattad avgick han som chef i december 1941. År 1942 fick han ånyo befälet över en armégrupp på östfronten med sin tyngdpunkt inriktad mot Volga, men avskedades samma sommar.
Han var systerson till Erich von Falkenhayn.

### Död
Bock skadades den 3 maj 1945 när hans bil besköts av en Hawker Tempest från No. 486 Squadron RNZAF i närheten av byn Lensahn i Schleswig-Holstein. I anfallet dödades hans fru, styvdotter och en vän. Bock överlevde attacken, men avled av sina skador dagen därpå. Han begravdes på en kyrkogård i Lensahn.

## Befäl
- Tillförordnad befälhavare för den österrikiska armén: mars – april 1938
- Armégruppkommando 1: november 1938 – augusti 1939
- Armégrupp Nord: augusti – oktober 1939
- Armégrupp B: oktober 1939 – juni 1941
- Armégrupp Mitte: juni 1941 – december 1941
- Armégrupp Süd: januari 1942 – juli 1942
- Armégrupp B: juli 1942
- På grund av sjukdom konvalescent juli 1942 – maj 1945

## Befordringar
- Fänrik – 1898
- Kapten – 1912
- Major – 30 december 1916
- Överstelöjtnant – 1 oktober 1920
- Överste – 1925
- Generalmajor – 1 februari 1929
- Generallöjtnant – 1 februari 1931
- General av infanteriet – 1935
- Generalöverste – 1 mars 1938
- Generalfältmarskalk – 19 juli 1940